# Nesowithius seychellesensis
Espèce
Synonymes
- Paragoniochernes digitulus Beier, 1966

Statut de conservation UICN

 VU B1ab(iii)+2ab(iii) : Vulnérable
Nesowithius seychellesensis est une espèce de pseudoscorpions de la famille des Withiidae.

## Distribution
Cette espèce est endémique des Seychelles. Elle se rencontre sur Praslin.
Elle a été observée, sous le nom de Paragoniochernes digitulus, à Durban dans un lot de Cocotier de mer importé des Seychelles.

## Étymologie
Son nom d'espèce, composé de seychelles et du suffixe latin -ensis, « qui vit dans, qui habite », lui a été donné en référence au lieu de sa découverte, les Seychelles.

## Publication originale
- Beier, 1940 : Die Pseudoscorpionidenfauna der landfernen Inseln. Zoologische Jahrbücher, Abteilung für Systematik, Ökologie und Geographie der Tiere, vol. 74, p. 161-192.